# Квемо Кеді
Квемо Кеді (груз. ქვემო ქედი) — село в Грузії.
За даними перепису населення 2014 року в селі проживає 1153 осіб.